# Andrew McFarlane
Andrew McFarlane (Albany, Australia Occidental; 6 de junio de 1951) es un actor australiano, conocido por haber interpretado a Roger Wilson en Division 4 y a Tom Callaghan en la serie The Flying Doctors.

## Biografía
Tiene una hermana menor llamada Fiona McFarlane.
En 1973 se graduó de la prestigiosa escuela australiana National Institute of Dramatic Art NIDA. Antes de convertirse en actor, estudió leyes por un año en Melbourne.

## Carrera
En 1974 se unió al elenco de la serie Division 4 donde interpretó al oficial Roger Wilson hasta 1976.
En 1976 se unió al elenco recurrente de la serie The Sullivans donde dio vida al intelectual John Sullivan, el hijo mayor de Grace Sullivan (Lorraine Bayly) y Dave Sullivan (Paul Cronin) hasta 1977.
En 1986 se unió al elenco de la serie médica The Flying Doctors donde interpretó al doctor Tom Callaghan hasta 1991.
En 1995 se unió al elenco de la serie Spellbinder donde interpretó al científico Brian Reynolds, el padre de Paul Reynolds (Zbych Trofimiuk).
En 2000 apareció por primera vez en la serie policíaca Water Rats, donde interpretó a Patrick Kernaghan en el episodio "A Day to Remember". Más tarde apareció nuevamente en la serie, ahora interpretando a Doug McLaren en el episodio "The Marrying Kind" en 2001.
En 2004 apareció como invitado en la exitosa y popular serie australiana Home and Away donde interpretó a Ian Osbourne, el padre de Tasha Andrews.
En 2005 apareció como personaje recurrente en otra popular serie australiana, Neighbours, donde interpretó al ingeniero Robert "Bobby" Hoyland, el padre de Maxwell "Max" Hoyland e Isabelle "Izzy" Hoyland hasta el 15 de junio del mismo año luego de que su personaje decidiera mudarse de Erinsborough.
En 2009 apareció como invitado en la serie Underbelly: A Tale of Two Cities donde interpretó a Donald "Don" Mackay, un político liberal y activista antidrogas, que termina siendo asesinado.
En junio de 2013 se anunció que Andrew se uniría al elenco de la miniserie Devil’s Playground.

## Filmografía

### Series de televisión
| Año               | Serie                            | Personaje            | Notas                                  |
| ----------------- | -------------------------------- | -------------------- | -------------------------------------- |
| 2017 - presente   | Newton's Law                     | Eric Whitley         | 8 episodios                            |
| 2016 - presente   | You & Me                         | -                    | -                                      |
| 2015 - presente   | Glitch                           | Vic Eastley          | 8 episodios                            |
| 2017              | Seven Types Of Ambiguity         | Donald Sheere        | 3 episodios                            |
| 2016              | Cleverman                        | Geoff Matthews       | 6 episodios                            |
| 2016              | The Code                         | Neil                 | 6 episodios                            |
| 2016              | Hyde & Seek                      | Stuart Flanagan      | 3 episodios                            |
| 2014              | A Place to Call Home             | Doctor Milson        | 4 episodios                            |
| 2014              | Janet King                       | Keith Nelson         | 3 episodios                            |
| 2014              | Love Child                       | Jim Miller           | 3 episodios                            |
| 2014              | Rake                             | Sacerdote            | episodio # 3.6                         |
| 2014              | Devil’s Playground               | Padre Andrassi       | miniserie                              |
| 2009              | Underbelly: A Tale of Two Cities | Donald Mackay        | 3 episodios                            |
| 2005 - 2006       | The Alice                        | Hugh Delaney         | 22 episodios                           |
| 2005              | Blue Water High                  | Warren               | episodio "Timing Is Everything"        |
| 2005              | Neighbours                       | Bobby Hoyland        | 20 episodios                           |
| 2004              | Home and Away                    | Ian Osbourne         | 2 episodios                            |
| 2001              | Water Rats                       | Doug McLaren         | episodio "The Marrying Kind"           |
| 2000              | Tales of the South Seas          | -                    | episodio "Fool's Gold"                 |
| 1999              | Blue Heelers                     | Mark Powers          | episodio "The Price of Silence"        |
| 1999              | Murder Call                      | Adrian MacKerras     | episodio "Dead Offerings"              |
| 1999              | All Saints                       | David Miller         | 2 episodios                            |
| 1998              | The Violent Earth                | Tom Sutton           | miniserie                              |
| 1998              | Heartbreak High                  | Jeff Scheppers       | 5 episodios                            |
| 1995              | Spellbinder                      | Brian Reynolds       | 18 episodios                           |
| 1994              | Halifax f.p.                     | Owen Toser           | episodio "Acts of Betrayal"            |
| 1993              | G.P.                             | Malcolm Henderson    | episodio "Living with the Past"        |
| 1993              | Paradise Beach                   | Gordon               | -                                      |
| 1993              | Time Trax                        | George Whitman       | episodio "Fire and Ice"                |
| 1985, 1986 - 1991 | The Flying Doctors               | Dr. Tom Callaghan    | 53 episodios                           |
| 1987              | Rafferty's Rules                 | Fiscal Gibson        | episodio "Quantity of Mercy"           |
| 1982              | 1915                             | Robert Gillen        | miniserie                              |
| 1979              | Patrol Boat                      | Capitán              | episodio "We Lie in Wait"              |
| 1979              | Disneyland                       | Doone Boyd           | 2 episodios                            |
| 1978              | Case for the Defence             | Johnny               | episodio "Made for Each Other"         |
| 1976 - 1977       | The Sullivans                    | John Sullivan        | 12 episodios                           |
| 1974 - 1976       | Division 4                       | Oficial Roger Wilson | 55 episodios                           |
| 1974              | Matlock Police                   | Ben Reid             | episodio "Poppy and the Closet Junkie" |
| 1972              | Homicide                         | Hombre               | episodio "Sleeper"                     |

### Películas
| Año  | Título                              | Personaje               | Notas |
| ---- | ----------------------------------- | ----------------------- | --- |
| 2013 | Shadow Valley                       | Pastor Todd             | corto - junto a James Fraser y Mandahla Rose                                                             |
| 2009 | Bourke Boy                          | John                    | corto - junto a Katherine Moss y Clarence John Ryan                                                      |
| 2008 | Dream Life                          | Daniel                  | junto a Xavier Samuel, Sigrid Thornton, Linda Cropper, William Zappa, Ashleigh Cummings y Jack Finsterer |
| 2008 | Emerald Falls                       | Dr. Henry Forbes        | junto a Vince Colosimo, Catherine McClements, Ella Lynch, Rhys Muldoon, Tom Oakley y Steve Peacocke      |
| 2007 | Razzle Dazzle: A Journey into Dance | Trevor Morgan           | junto a Ben Miller, Kerry Armstrong, Shayni Notelovitz y Denise Roberts                                  |
| 2004 | Through My Eyes                     | John Phillips Q.C.      | junto a Miranda Otto, Craig McLachlan, Peter O'Brien, Steven Vidler, Grant Bowler y Nadine Garner        |
| 2004 | The Alice                           | Hugh Delaney            | junto a Erik Thomson, Jessica Napier, Caitlin McDougall, Damien Garvey y Roxane Wilson                   |
| 2003 | Tempted                             | Mike                    | junto a Virginia Madsen, Lainie Kazan, Jason Momoa, Brooke Harman y Robert Coleby                        |
| 2002 | Heroes' Mountain                    | Mike Sodergren          | junto a Craig McLachlan, Anthony Hayes, Nadine Garner, Andy Anderson, Tony Barry y Richard Carter        |
| 2001 | The Day of the Roses                | Servidor Público        | junto a Stephen Curry, Gigi Edgley, Rebecca Gibney, Peter O'Brien y Wayne Pygram                         |
| 1999 | Airtight                            | Conrad                  | junto a Grayson McCouch, Tasma Walton, Marshall Napier, Danny Adcock y Salvatore Coco                    |
| 1999 | Little White Lies                   | Mark Lynch              | junto a Mimi Rogers, Linda Cropper, Temuera Morrison, Nicholas Hope y Robert Coleby                      |
| 1988 | Boulevard of Broken Dreams          | Jonathon Lovel          | junto a John Waters, Penelope Stewart, Nicki Paull y Kim Gyngell                                         |
| 1988 | Barracuda                           | Det. Sgt. Mark Castelli | junto a Shane Briant, Dennis Miller y Graham Rouse                                                       |
| 1985 | I Can't Get Started                 | Freddy                  | junto a Ben Gabriel, John Waters, Milorad Mihajlovic y Wendy Hughes                                      |
| 1981 | Doctors & Nurses                    | Milligan                | junto a Pamela Stephenson, Drew Forsythe, Graeme Blundell, Bill Young y Rebecca Rigg                     |
| 1979 | The John Sullivan Story             | John Sullivan           | junto a Frank Gallacher, Jonathan Hardy y Roger Oakley                                                   |
| 1977 | Harness Fever                       | Doone Boyd              | junto a Tom Farley, Robert Bettles y Mary Ward                                                           |
| 1976 | Break of Day                        | Tom Cooper              | junto a Sara Kestelman, Ingrid Mason, John Bell y Tony Barry                                             |

### Presentador
| Año           | Programa    | Notas       |
| ------------- | ----------- | ----------- |
| 2000-presente | Play School | presentador |

### Apariciones
| Año  | Documental                   | Personaje           | Notas      |
| ---- | ---------------------------- | ------------------- | ---------- |
| 2012 | Singapore 1942 End of Empire | Coronel Ian Stewart | documental |

### Teatro
| Año              | Obra                            | Personaje  | Director (a)         | Teatro              | Notas                                                        |
| ---------------- | ------------------------------- | ---------- | -------------------- | ------------------- | ------------------------------------------------------------ |
| 2013             | Dreams in White                 | Ray Wimple | Tanya Goldberg       | Stables Theatre     | junto a Lucy Bell, Mandy McElhinney y Steve Rodgers          |
| 2012             | The Heretic                     | -          | Matt Scholten        | MTC Theatre         | junto a Lyall Brooks, Noni Hazlehurst y Anna Samson          |
| 2011             | Nothing Personal                | -          | Mark Kilmurry        | Ensemble Theatre    | junto a Rachael Coopes, Julie Hudspeth y Greta Scacchi       |
| 2010             | Fame-The Musical                | -          | Kelley Abbey         | Lyric Theatre       | junto a Tim Dashwood, Chris Durling y Rowena Vilar           |
| 2009             | Let the Sunshine                | Ron        | Sandra Bates         | Ensemble Theatre    | junto a Georgie Parker, William Zappa y Emma Jackson         |
| 2008             | Scarlett O'Hara at the...       | -          | Simon Phillips       | Playhouse Theatre   | junto a Matt Day, Marney McQueen y Simon Wood                |
| 2007             | Who's Afraid of Virginia Woolf? | -          | Michael Gow          | Cremorne Theatre    | junto a Kerith Atkinson, Scott Johnson y Andrea Moor         |
| 2006             | Woman In Mind                   | Doctor     | Gale Edwards         | Drama Theatre       | junto a John Adam, Noni Hazlehurst y Deborah Kennedy         |
| 2006             | Losing Louis                    | -          | Gale Edwards         | Ensemble Theatre    | junto a Octavia Barron, Amanda Bishop y Linden Wilkinson     |
| 1990, 1992, 2005 | Love Letters                    | -          | John Clark           | Parade Theatre      | junto a Steve Bisley, Cornelia Frances y Noni Hazlehurst     |
| 2002             | Talking Heads                   | -          | Gary Down            | Theatre Royal       | junto a Joan Sydney                                          |
| 2002             | After the Ball                  | -          | Sandra Bates         | Ensemble Theatre    | junto a Diane Craig, Judy Howard y Patricia Jones            |
| 2001             | The Graduate                    | -          | Terry Johnson        | Theatre Royal       | junto a Mark Priestley, Brooke Satchwell y John Waters       |
| 2001             | Dinner with Friends             | -          | Crispin Taylor       | Marian St. Theatre  | junto a Nicholas Eadie, Glenda Linscott y Tracy Mann         |
| 2000             | Summer of the Seventeenth Doll  | -          | Mary Gifford         | -                   | junto a Chris Baker, Peter Kowitz y Sarah Woods              |
| 1999             | Corporate Vibes                 | -          | Robyn Nevin          | Playhouse Theatre   | junto a Tony Llewellyn-Jones, Olivia Pigeot y William Zappa  |
| 1998             | Blinded by the Sun              | -          | Sandra Bates         | Playhouse Theatre   | junto a Tina Bursill, Peter Kowitz y Tammy MacIntosh         |
| 1996             | Tales of a Faerie Called Angel  | -          | Harry Cripps         | -                   | junto a Sarah Chadwick, John Davies y Kym Wilson             |
| 1996             | The Rover                       | -          | Roger Hodgman        | Playhouse Theatre   | junto a Dennis Coard, Anita Hegh, Colette Mann y Pamela Rabe |
| 1996             | Wait Until Dark                 | -          | John Krummel         | -                   | junto a Georgie Parker, Paul Bertram y Barry Quinn           |
| 1995             | Emerald City                    | -          | Sandra Bates         | Ensemble Theatre    | junto a Noeline Brown, Peter Kowitz y Kym Wilson             |
| 1994             | Two Weeks with the Queen        | -          | Wayne Harrison       | Cremorne Theatre    | junto a Damon Herriman, Lisa Kenna y Denise Kirby            |
| 1993             | Taking Steps                    | -          | Rodney Fisher        | Playhouse Theatre   | junto a Sarah Chadwick, Grant Dodwell y Merridy Eastman      |
| 1992             | Gulliver's Travels              | -          | Terence O'Connell    | Ford Theatre        | junto a Jenny Castles, Merridy Eastman y Jacek Koman         |
| 1992             | The Heidi Chronicles            | -          | David Berthold       | Cremorne Theatre    | junto a Christine Amor, Penny Cook y Victor Parascos         |
| 1991             | King Lear                       | -          | -                    | -                   | junto a Angelo D'Angelo, Luciano Martucci y Ron Haddrick     |
| 1991             | Henry IV: Part One              | -          | -                    | Blackfriars Theatre | junto a Rachael Beck, Marcus Graham y Steven Vidler          |
| 1990             | A Christmas Carol               | -          | Richard Dillane      | Marian St. Theatre  | junto a Valerie Bader, Chris Gleeson y Frank Whitten         |
| 1990             | A Month in the Country          | -          | Robyn Nevin          | Suncorp Theatre     | junto a Beth Armstrong, Les Evans y Anthony Phelan           |
| 1990             | Love Letters                    | -          | Stephen Lloyd Helper | -                   | junto a Drew Forsythe, Marcus Graham y Ron Haddrick          |
| 1989             | The Normal Heart                | -          | Wayne Harrison       | Wharf Theatre       | junto a Todd Boyce, Sandy Gore y John Stone                  |
| 1989             | 2001 (A Postcode)               | -          | -                    | -                   | -                                                            |
| 1988             | Interplay '88                   | -          | Pamela Hollins       | -                   | junto a Todd Boyce, Penny Cook y Anna Volska                 |
| 1988             | A Chorus of Disapproval         | -          | John Saunders        | Playhouse Theatre   | junto a Laura Black, Derek Bond e Ingle Knight               |
| 1985             | The Glass Menagerie             | -          | Peter Williams       | Phillip St. Theatre | junto a Diana Davidson, Nicholas Eadie y Anna Lee            |
| 1981             | Cat on a Hot Tin Roof           | -          | Rodney Fisher        | SGIO Theatre        | junto a Reg Cameron, Elaine Cusick y Carmen Duncan           |
| 1979             | The Day After the Fair          | -          | Frith Banbury        | Comedy Theatre      | junto a Lynette Curran, Deborah Kerr y Diane Smith           |
| 1978             | The Club                        | -          | Simon Chilvers       | Playhouse Theatre   | junto a Ron Graham, Barry Lovett y Tom Oliver                |
| 1975             | Ivanov                          | -          | Raymond Omodei       | Drama Theatre       | junto a Robert Coleby, June Collis y Ralph Cotterill         |
| 1975             | The Importance of Being Earnest | -          | Raymond Omodei       | Drama Theatre       | junto a Terry Brady, Colleen Clifford y Kate Fitzpatrick     |
| 1975             | Chez Nous                       | -          | Raymond Omodei       | Parade Theatre      | junto a Jennifer Claire, Karel Florsheim y Kevin Miles       |
| 1973             | Oh What a Lovely War            | -          | John Clark           | -                   | junto a Warwick Comber, John Hannan y Wayne Jarratt          |
| 1973             | Cooper and Borges               | -          | John Milson          | Jane St. Theatre    | junto a Natalie Bate, John Jarratt y Angela Punch            |
| 1973             | An Eighteenth Century Soiree    | -          | Max Iffland          | Old Tote Theatre    | junto a John Jarratt, Gerard Matte y Fiona Syme              |
| 1973             | The Clandestine Marriage        | -          | Norman Ayrton        | -                   | junto a Stephen Bader, Mary Haire y Wayne Jarratt            |
| 1972             | A Country Girl                  | -          | -                    | Old Tote Theatre    | junto a John Jarratt, Angela Punch y Greg Zukerman           |

## Premios y nominaciones
| Año  | Categoría                                       | Premio      | Serie/Película          | Resultado |
| ---- | ----------------------------------------------- | ----------- | ----------------------- | --------- |
| 2015 | Most Outstanding Performance by an Actor – Male | ASTRA Award | Devil’s Playground      | Ganador   |
| 2015 | Best Guest or Supporting Actor in a Drama       | AACTA Award | Devil’s Playground      | Nominado  |
| 1977 | Best Supporting Actor                           | Sammy Award | The John Sullivan Story | Ganador   |